# Vlădila
Vlădila is een Roemeense gemeente in het district Olt.
Vlădila telt 2105 inwoners.